# Magomied Kurbanow
Magomied Gusiejnowicz Kurbanow (ros. Магомед Гусейнович Курбанов; ur. 8 lutego 1993) – rosyjski zapaśnik startujący w stylu wolnym. Srebrny medalista mistrzostw świata w 2021 roku. 
Mistrz Europy w 2021, drugi w 2025, trzeci w 2024. Pierwszy w Pucharze Świata w 2019. Mistrz Rosji w 2021 i 2022; drugi w 2019, 2020 i 2023 roku.